# Тикарцилін
Тикарциллін — напівсинтетичний антибіотик з групи пеніцилінів для парентерального застосування.

## Фармакологічні властивості
Тикарциллін — напівсинтетичний антибіотик широкого спектра дії з групи пеніцилінів, підгрупи карбоксипеніцилінів. У клінічній практиці препарат застосовується із 1984 року, і уперше синтезований у лабораторії фірми «Beecham», яка натепер є підрозділом компанії «GlaxoSmithKline». Препарат має бактерицидну дію, що зумовлена порушенням синтезу клітинної стінки бактерій. До тикарцилліну чутливі такі мікроорганізми: стафілококи, стрептококи, клебсієли, клостридії, нейсерії, сальмонелли, Pseudomonas spp, Acinetobacter spp., Yersinia enterocolitica, Escherichia coli, Haemophilus spp., Enterobacter spp., Serratia spp., Citrobacter spp., Proteus spp., пептококи, пептострептококи, фузобактерії, веліонелли. Тикарцилін активний проти Stenotrophomonas maltophilia, які нечутливі до більшості β-лактамних антибіотиків, у тому числі карбапенемів. До препарату нечутливі віруси, хламідії, рикетсії, мікозгрибки. Тикарциллін нестійкий до дії бета-лактамаз, тому застосовується виключно у комбінації з інгібітором β-лактамаз клавулановою кислотою.

### Фармакокінетика
Тикарцилін після внутрішньовенного введення швидко розподіляється в організмі. Максимальна концентрація в крові досягається зразу після внутрішньовенної інфузії. Препарат створює високі концентрації в більшості тканин та рідин організму, виділяється в жовч, плевральну рідину. Препарат добре проникає через гематоенцефалічний бар'єр при запаленні мозкових оболон. Препарат проходить через плацентарний бар'єр та виділяється в грудне молоко. Тикарциллін не метаболізується в організмі, виділяється нирками у незміненому вигляді, частина антибіотику виводиться з жовчю. Період напіввиведення препарату становить 68 хвилин, при нирковій недостатності цей час може збільшуватись.

## Показання до застосування
Тикарциллін застосовуєьбся при важких інфекціях, викликаних чутливими до антибітику мікроорганізмами: септицемії, бактеріємії, перитоніті, сепсисі, інфекціях кісток та суглобів, інфекціях шкіри та м'яких тканин, інфекціях дихальних шляхів (госпітальна пневмонія, абсцес легень, емпієма плеври, ускладнених інфекціях сечовидільних шляхів, інфекціях ЛОР-органів (у тому числі агранулоцитарна ангіна), післяопераційних інфекціях; а також при лікуванні важких інфекцій, викликаних Pseudomonas aeruginosa

## Побічна дія
При застосуванні тикарцилліну можливі наступні побічні ефекти :
- Алергічні реакції — нечасто висипання на шкірі, свербіж шкіри, кропив'янка, анафілактичний шок; дуже рідко синдром Стівенса-Джонсона, синдром Лаєлла, набряк Квінке.
- З боку травної системи — нечасто нудота, блювання, діарея; дуже рідко псевдомембранозний коліт, жовтяниця.
- З боку нервової системи — дуже рідко судоми (переважно у хворих із нирковою недостатністю або при застосуванні високих доз препарату).
- З боку сечовидільної системи — дуже рідко геморагічний цистит.
- Зміни в лабораторних аналізах — нечасто підвищення рівня білірубіну в крові, підвищення рівня активності амінотрансфераз у крові; рідко тромбоцитопенія, еозинофілія, лейкопенія, анемія, подовження протромбінового часу і часу кровотечі, гіпокаліємія,.
- Місцеві реакції — можуть спостерігатися біль, відчуття припікання, набряк, гіперемія в місці введення; тромбофлебіт по ходу вени.

## Протипоказання
Тикарцилін протипоказаний при підвищеній чутливості до β-лактамних антибіотиків. З обережністю застосовується під час вагітності.

## Форми випуску
Тикарцилін випускається у вигляді порошку в флаконах для ін'єкцій разом з клавулановою кислотою по 1,5 г тикарциліну та 0,1 г клавуланової кислоти, і 3,0 г тикарциліну та 0,2 г клавуланової кислоти.